# Liste der Biografien/Bip
Liste der Biografien |
Portal Biografien |
Personensuche
# |
A |
B |
C |
D |
E |
F |
G |
H |
I |
J |
K |
L |
M |
N |
O |
P |
Q |
R |
S |
T |
U |
V |
W |
X |
Y |
Z |
?
 
Ba |
Be |
Bd |
Bg |
Bh |
Bi |
Bj |
Bl |
Bm |
Bn |
Bo |
Br |
Bs |
Bu |
Bw |
By |
Bz
 
Bia–Bid |
Bie |
Bif–Bim |
Bin |
Bio |
Bip |
Bir |
Bis |
Bit |
Biu |
Biv |
Biw |
Bix |
Biy |
Biz
Die Liste der Biografien führt alle Personen auf, die in der deutschsprachigen Wikipedia einen Artikel haben. Dieses ist eine Teilliste mit 6 Einträgen von Personen, deren Namen mit den Buchstaben „Bip“ beginnt.

## Bip

### Bipp
- Bipp, Tanja (* 1975), deutsche Psychologin und Professorin
- Bippart, Georg (1816–1892), deutscher Klassischer Philologe
- Bippart, Johannes (1768–1841), deutscher Unternehmer und Parlamentarier
- Bippen, Wilhelm von (1808–1865), Lübecker Arzt und Politiker
- Bippen, Wilhelm von (1844–1923), deutscher Historiker
- Bippes, Thomas (* 1971), deutscher Kommunikationsexperte und Unternehmer